# Actes obscurs
Actes obscurs (titre original : Act of Darkness) est un roman de John Peale Bishop, publié en 1935. 

## Le texte
Actes obscurs est présentée comme une fiction autobiographique, narrée par un jeune adolescent, dont seul le prénom, John, est mentionné. Il vit dans une petite ville, nommée Mordington dans le roman, en Virginie occidentale, dans le Sud des États-Unis, au début du XXe siècle.

## Résumé
John, en allant retrouver sa mère, rencontre son oncle, Charlie Marston, un chasseur. Il porte une gibecière remplie d'oiseaux morts. Bientôt, Virginia, une amie de la femme de Charlie accuse celui-ci de l'avoir violée. Le procès de cet « acte obscur » est marqué par les versions contradictoires défendues par les protagonistes. John s'y identifie à la fois à l'accusé et à la victime, entretenant un sentiment de culpabilité. Charlie est condamné à 16 ans de pénitencier. John, qui partage intérieurement la honte de cette condamnation, tombe malade et croit qu'il va mourir. Pourtant, il finit par guérir, quitte sa mère et sa ville natale pour gagner le Nord.

## Analyse
Ce roman d'apprentissage s'achève par un départ vers une nouvelle vie. Cet abandon du Sud est une allégorie de l'histoire du Sud des États-Unis. Il instruit le procès d'une société qui s'écroule : Charlie est le contre-modèle du « gentleman sudiste  ». Le viol, qui rappelle celui de Temple Drake dans Sanctuaire de Faulkner, signe la fin du mythe.

## Réception et critiques
« Parmi les écrivains des années trente, seul Faulkner portait sur le Sud un regard aussi sévère et aussi juste. Sous des dehors presque lisses, sa facture presque classique, Actes obscurs est un roman admirable de lucidité et de violence retenue et il nous offre une méditation douce-amère sur l'énigme du mal dans la grande tradition de Hawthorne et de James. »

## Éditions

### Édition anglaise
- Act of Darkness, Charles Scribner's Sons, 1935.

### Édition française
- Actes obscurs, traduction de Act of Darkness par Philippe Mikriammos, Mercure de France, 1995.